# Lupato
Lupato o Lupario fue obispo de Orense a finales del siglo VI.
La única noticia conocida acerca de su persona es su nombre, que consta en las actas del III Concilio de Toledo celebrado en el año 589 en tiempos del rey Recaredo; no asistió personalmente, estando representado por el arcipreste Hildemiro.